# Dominowo (gmina)
Dominowo est une gmina rurale du powiat de Środa Wielkopolska, Grande-Pologne, dans le centre-ouest de la Pologne. Son siège est le village de Dominowo, qui se situe à environ 8 km au nord-est de Środa Wielkopolska et à environ 33 km au sud-est de la capitale régionale Poznań.
La gmina couvre une superficie de 79,36 km2 pour une population de 2 932 habitants en 2011.

## Géographie

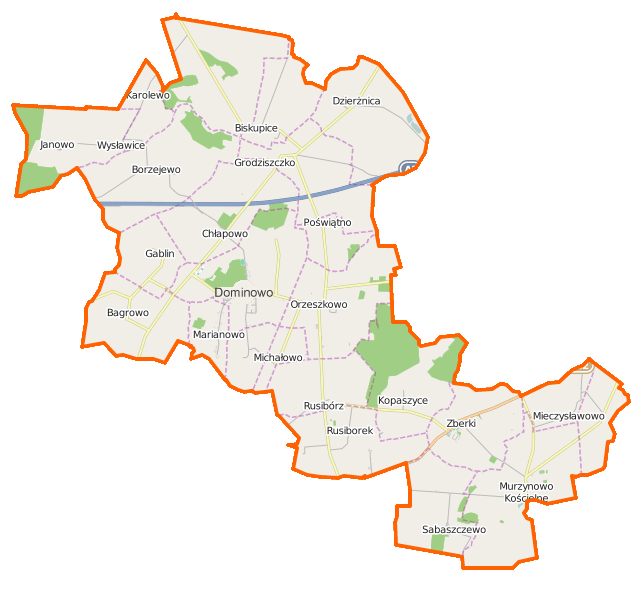
Plan de la gmina.

Outre le village de Dominowo, la gmina inclut les villages de :
- Biskupice
- Borzejewo
- Bukowy Las
- Chłapowo
- Dzierżnica
- Gablin
- Giecz
- Janowo
- Karolewo
- Kopaszyce
- Marianowo
- Mieczysławowo
- Murzynowo Kościelne
- Nowojewo
- Orzeszkowo
- Poświątno
- Rusiborek
- Rusibórz
- Sabaszczewo
- Zberki

### Gminy voisines
La gmina de Dominowo est bordée des gminy de :
- Kostrzyn
- Miłosław
- Nekla
- Środa Wielkopolska
- Września

## Structure du terrain
D'après les données de 2002, la superficie de la commune de Dominowo est de 79,32 km2, répartis comme tel :
- terres agricoles : 85 %
- forêts : 7 %

La commune représente 12,73 % de la superficie du powiat.

## Démographie
Données du 30 juin 2004 :
| Description        | Total  | Total | Femmes | Femmes | Hommes | Hommes |
| ------------------ | ------ | ----- | ------ | ------ | ------ | ------ |
| Unité              | Nombre | %     | Nombre | %      | Nombre | %      |
| population         | 2 856  | 100   | 1 457  | 51     | 1 399  | 49     |
| Densité (hab./km2) | 36     | 36    | 18,4   | 18,4   | 17,6   | 17,6   |